# ادبیات یونانی
ادبیات یونان که ریشه در دوران باستان دارد، تقریباً از سال ۸۰۰ پیش از میلاد آغاز شد و تا امروز ادامه دارد. 
ادبیات باستانی یونان شامل اولین آثار مکتوب باقی‌مانده تا حوالی قرن ۵ میلادی است که به زبان یونانی باستان نوشته شده است. این عصر به دوره‌های زمانی پیشاباستانی، باستانی، هلنیسم و دوران رومیان تقسیم می‌شود. در دوره پیشاباستانی آثار ادبی عمدتاً پیرامون افسانه‌ها شکل می‌گرفت. مانند آثار هومر، که ایلیاد و اودیسه هستند. در دوران باستان شاهد ظهور اولین درام‌ها و تاریخ‌نویسی‌ها هستیم. که آثار سه فیلسوف شهیر یونانی سقراط، افلاطون و ارسطو در این عصر به وجود آمدند. در دوران هلنیسم و با گسترش سرزمین‌های یونانی، شعر با آثاری از تئوکریتوس و کالیماخوس به اوج رسید. بعد از تصرف سرزمین‌های یونانی توسط رومیان آثار زیادی در زمینه‌های گوناگون از جمله تاریخ و علم نگاشته شد.
ادبیات بیزانسی مربوط به امپراتوری روم شرقی بود که در آن آثاری به زبان یونانی باستان، میانه و همچنین آثاری از اوایل ادبیات مدرن یونان در طی آن نگاشته شد. در این زمان نگارش رویدادنامه ها و دانشنامه ها به غایت شکوفا شد. با شروع عصر رنسانس و پس از سقوط امپراتوری روم شرقی ادبیات مدرن یونان به وجود آمد.